# Louise Stratenus

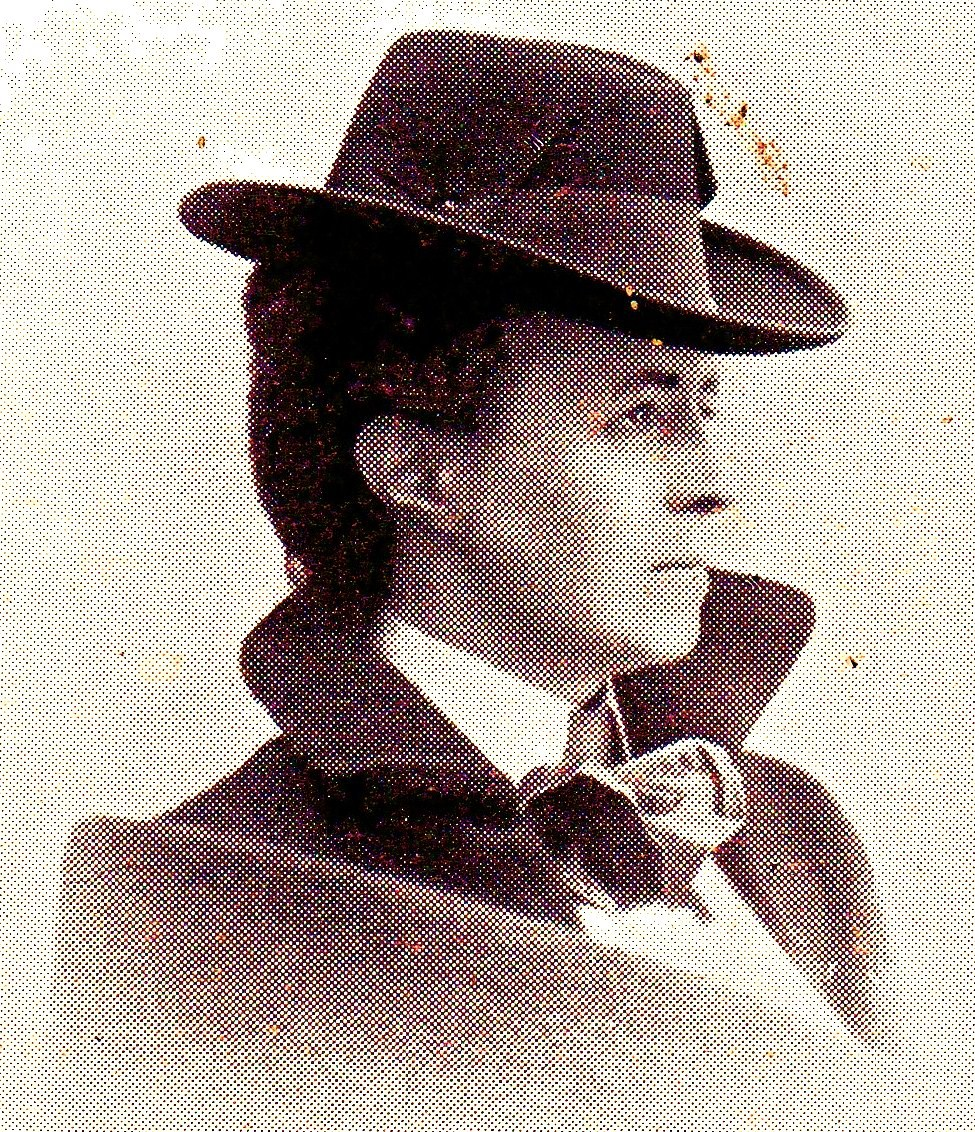
Louise Stratenus, 1908

Louise Antoinette Stratenus (* 3. August 1852 in Zeist; † 20. März 1908 in Princenhage) war eine niederländische Schriftstellerin.

## Leben
Louise Stratenus wurde am 3. August 1852 in Zeist geboren. Sie war die die älteste von vier Töchtern von Hendrik Jacob Stratenus (1825–1856) und Henriëtte Jacqueline Schadée van der Does (1831–1920) und wuchs in einem adligen, niederländisch-reformierten Umfeld auf. Louise Stratenus blieb unverheiratet. Ihr Vater starb als sie vier Jahre alt war, bei einem Kutschenunfall. Ihre Schwester, die nach seinem Tod geboren war, lebte nur zwanzig Monate und ihre Schwester Henriette starb im Alter von dreizehn Jahren. Ihre Mutter heiratete 1860 erneut den Kapitän des Grenadiere- und Jägerregiments Henri George Ferdinand Leyssius. Aus der zweiten Ehe ihrer Mutter hatte sie eine Halbschwester. Louise Stratenus galt als besonders intelligent. Bereits im Alter von sieben Jahren übersetzte sie das Kinderbuch „L’île colibri“ und als sie mit zwölf Jahren ein Theaterstück in fünf Akten bei einem Verleger einreichte, erhielt sie im Gegenzug einen Ermutigungsbrief. Sie galt in ihrer Familie als Genie. Später hielt Nichte Henriette (1872–1957), Tochter der Schwester Anna Bénine (1853–1929), allerlei biografische Informationen über ihre brillante Tante in einem Notizbuch fest.
Da ihr Stiefvater als Militärangehöriger oft versetzt wurde, zog die Familie häufig um. Sie lebte 1870 in Middelburg. Dort arbeitete sie für das Rote Kreuz und versuchte von wohlhabenden Landsleuten finanzielle Unterstützung für die Projekte zu bekommen, unter ihnen der Karikaturist Alexander Ver Huell. Als schönes, wohlhabendes, adliges Mädchen war Louise eine attraktive Kandidatin auf dem Heiratsmarkt. Im Jahr 1871 stand einer Heirat mit dem Gutsherrn Charles van der Borch Van Verwolde kaum etwas im Wege, doch Meinungsverschiedenheiten zwischen den Eltern vereitelten die Heiratspläne in letzter Minute.
In Breda ließ sich die Familie 1876 nieder. Louise Stratenus lebte noch immer als unverheiratete Tochter im Alter von 24 Jahren bei der Familie. Sie debütierte unter einem Pseudonym mit der Gedichtsammlung „Noordsche Bloemen“ und entwickelte sich zu einer Dichterin und Rezitatorin mit herausragendem Charme. Sie trat als Rednerin für Wohltätigkeitsorganisationen auf und war dabei eine Alternative zur kämpferischen Feministin Mina Kruseman. Mit Alexander Ver Huell führte sie einen umfangreichen Briefwechsel. Sie verbrannte die Briefe, die sie erhalten hatte, als sie Ende 1876 von schwerem Fieber heimgesucht wurde und fürchtete, die Korrespondenz würde posthum entdeckt. Von dem Fieber erholte sie sich und 1877 ehrte sie die Bredaer Rhetorikkammer Vreugdendal mit der Ehrenmitgliedschaft.
Als sie fast 38 Jahre alt war, machte sie sich 1880 in Arnhem selbstständig. Sie wurde Chefredakteurin der Zeitschrift „Vrouwenbibliotheek“. Ver Huell war auf ihren Erfolg zwar auf eine Art Eifersüchtig, jedoch blieben sie in Kontakt. Sie besuchten einander und um Klatsch zu vermeiden, wurde Stratenus von ihrer Freundin Corry, Gräfin von Limburg Stirum, und später von einer weiteren Freundin, Catharina Alberdingk Thijm, der Tochter des katholischen Emanzipators Joseph Alberdingk Thijm, begleitet.
Louise Stratenus wurde im November 1881 für bankrott erklärt. Sie konnte dem öffentlichen Verkauf ihrer Besitztümer entgehen, brach mit ihrer Familie und reiste mit Catharina Thijm nach London. Unter deren Einfluss konvertierte sie zum Katholizismus und ließ sich im Januar 1882 taufen. Für ihre Familie war das ein Schock, doch für die Familie Thijm gehörte sie nun dazu. Der Bruder von Catharina Alberdingk Thijm, der später unter dem Namen Lodewijk van Deyssel, bombardierte seine neue „Schwester“ mit Gedichten. Stratenus versuchte in England von ihren Schriften zu leben. Sie schrieb viel und nahm an einem Wettbewerb für eine neue niederländische Nationalhymne teil. Eine Auszeichnung erhielt sie für ihren Beitrag „Volkslied“ mit der Eröffnungszeile „Where golf on golf“. All dies sorgte für ein bescheidenes, aber unsicheres Einkommen. 1883 zogen Louise Stratenus und Catharina Thijm nach Paris, 1888 ließen sie sich als Pensionäre in einem Kloster in der Wetstraat in Brüssel nieder. Thijm gab eine Zeitschrift für junge Mädchen heraus, Stratenus schrieb durchschnittlich zwei Romane pro Jahr, übersetzt aus dem Französischen, Englischen und Deutschen. Im Laufe der Zeit kam es zu Meinungsverschiedenheiten zwischen Louise Stratenus und Catharina Thijm. Im Jahr 1892 veröffentlichte Thijm den Schlüsselroman „Zerstörtes Leben“. Zu Beginn des Jahres 1893 schienen sich beide wieder zu verstehen, doch ein Jahr später fand ihre Freundschaft ein Ende. Auch die Begeisterung des Stratenus für den Katholizismus war inzwischen verflogen. Sie trat der Heilsarmee bei und ließ sich 1896 in Stockholm als Gouvernante der Tochter des Ehepaars Oliphant-Schoch, hochrangiger Offiziere der Armee, nieder.
Nach dem Tod ihres Stiefvaters im Jahr 1901 kehrte sie in die Niederlande zurück, um sich in Princenhage, nahe Breda, um ihre Mutter und Halbschwester Mimi zu kümmern. 1907 erkrankte sie an einem Gehirntumor. Am 20. März 1908 starb Louise Stratenus im Alter von 55 Jahren. Sie wurde im Familiengrab auf dem Haagveld-Friedhof in Princenhage beigesetzt.